# ウェイン郡 (ニューヨーク州)
ウェイン郡（英: Wayne County）は、アメリカ合衆国ニューヨーク州の西部に位置する郡である。オンタリオ湖の南岸にあり、カナダ＝アメリカ合衆国国境の一部をなしている。人口は9万1283人（2020年） 。郡庁所在地はライアンズ村であり、同郡で人口最大の自治体はニューアーク村である。郡名はアメリカ独立戦争の英雄かつ政治家だったアンソニー・ウェイン将軍に因んで名づけられた。
ウェイン郡はロチェスター都市圏に属している。郡の設立初期はアメリカ合衆国が西方へ拡大していた時であり、国境に接し、また肥沃な農業地域にあったことで、文化や経済の歴史に富んでいる。郡域から2つの世界的宗教の動きが生まれた。また南北戦争に繋がる時期には奴隷制度廃止運動で重要な役割を演じた。五大湖の帆船による交易とエリー運河の艀による輸送によって、19世紀には世界でも最も生産性の高い果物生産地域と認識されていた。現在もニューヨーク州でリンゴの生産量は第1位である。

## 歴史
ウェイン郡となった地域にヨーロッパ人が入ってくる以前、1142年8月31日頃から存在したイロコイ連邦の領土だった。1683年にニューヨーク植民地で郡が作られたとき、現在のウェイン郡地域はオールバニ郡に属していた。これは巨大な郡であり、ニューヨーク州北部とバーモント州の全てを含んでおり、さらに理論的には西の太平洋岸まで広がっていた。1804年、何度か小分割する動きの後で、カユガ郡からセネカ郡を分離し、1817年にはカユガ郡とセネカ郡の一部を合わせて、トンプキンス郡を設立した。
ウェイン郡は1823年4月11日にセネカ郡とオンタリオ郡の一部を合わせて設立された。

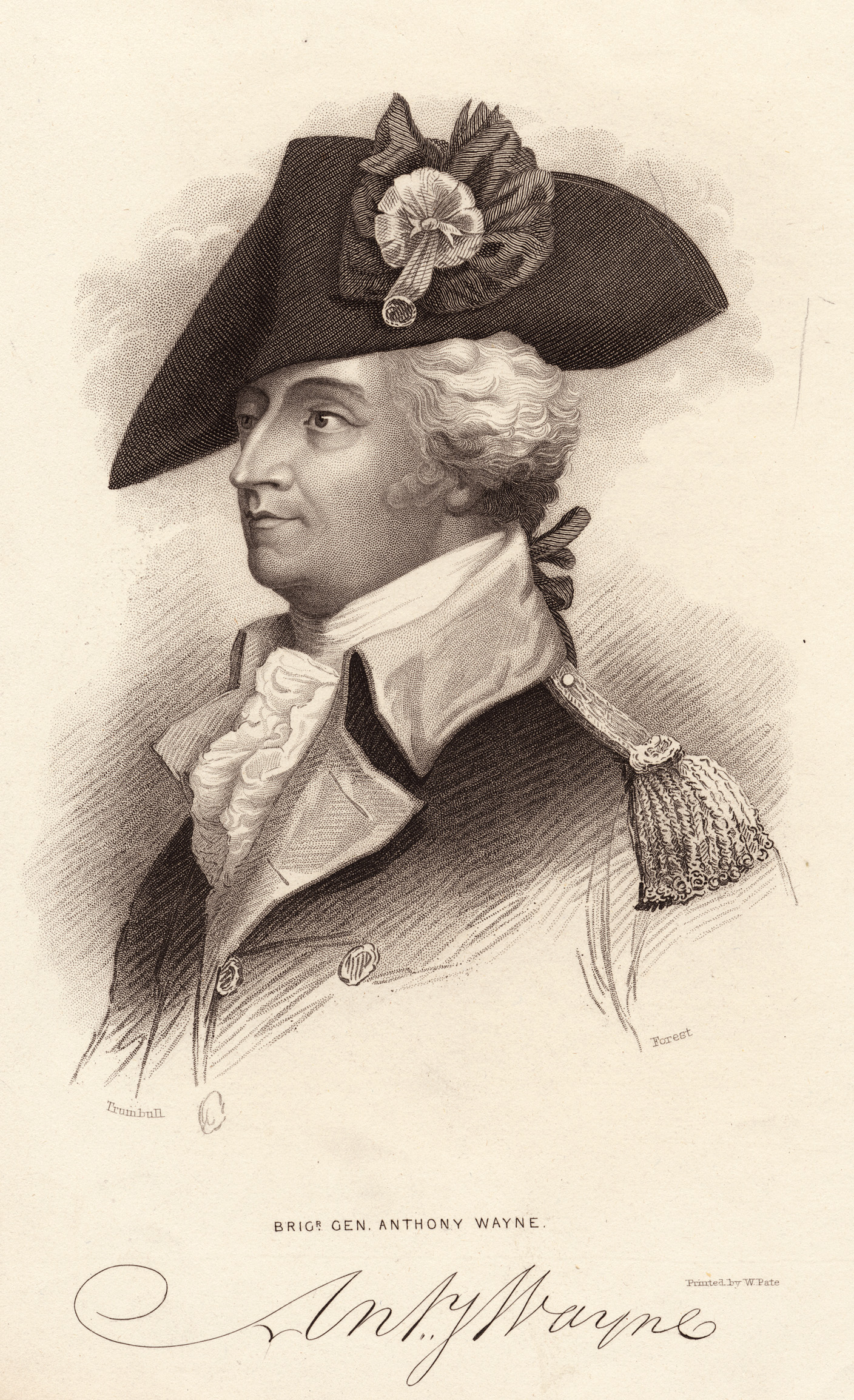
"マッド・アンソニー"・ウェイン

### 西方への拡大
この地域に入ってきた最初のヨーロッパ系開拓者は、現在のパルミラの西、ガナーグア川沿いに入植した。1788年、この地域はマサチューセッツ州がオリバー・フェルプスとナサニエル・ゴーラムに売却した広さ600万エーカー (24,000 km2) の土地の一部となった。1790年、イギリスの准男爵で土地投機家であるウィリアム・プルトニーがプルトニー協会の共同経営者と共に、フェルプスとゴーラムが購入していた土地の中から100万エーカー (4,000 km2) を購入した。
西に向かう最初の道路はユーティカ近くからジェニーバに繋がるものであり、1800年にカユガ橋が建設され、西に向かう旅人のほとんど全てが選択する道路になった。この道のために後のウェイン郡領域を幾分孤立した状態にしており、ここに入ろうという開拓者は道の北にある水流や湖を伝って入ってきた。それから数年後にウェイン郡を通る新しい道が建設され、肥沃なガナーグア川沿いの土地が容易に使えるようになった。
最初の恒久的開拓地は1789年3月にジョン・スウィフトとジョン・ジェンキンス大佐が始めたものであり、パルミラから約2マイル (3 km) に位置にあった。同年5月、スタンセル家とフェザリー家が作った小さな開拓地がガナーグア川とカナンダイグア・アウトレットの合流点に作られ、フランスのローヌ地方の都市の地形に似ていたことからライアンズ（リヨン）と名付けた。
フェルプスとゴーラムは開拓者に土地を売る一方で、土地の代金を支払うことができず、マサチューセッツ州に返却するか、独立戦争の財務官かつアメリカ独立宣言署名者だったロバート・モリスに転売あるいは移管した。モリスは約120万エーカー (4,900 km2) を、ウィリアム・プルトニーと2人の共同経営者が所有するプルトニー協会に転売した。このプルトニー買収、あるいはジェネシー・トラクトと呼ばれた土地は、現在のオンタリオ郡、スチューベン郡、イェーツ郡の全部と、アリゲイニー郡、リビングストン郡、モンロー郡、スカイラー郡およびウェイン郡の一部からなっていた。1805年にプルトニーが死んだ後はプルトニー・エステイツと呼ばれていた。
ウィリアム・プルトニーはその購入した土地を開発するためにチャールズ・ウィリアムソンを代理人に定めた。1792年、スコットランド出身のウィリアムソンはアップステート・ニューヨークの未開発の荒野に来て、道路を建設し、町を造る場所を選定し、土地を区画に分け、製粉所、酒場、店舗、家屋を造って開発に努めた。ウィリアムソンはオンタリオ湖沿いのソーダス湾を将来の商業中心地に選定した。これはオンタリオ湖とセントローレンス川が地域産品を送り出す輸送路になると考えたからだった。1794年、パルミラからフェルプスタウン（現在のフェルプス）まで道路を建設させた。ジョセフ・コルトがソーダスを測量し、4分の1エーカー (1,000 m2) の土地にホテルを建設し、最初の2年間で改良に2万ドルを費やした。ソーダスはすぐに地域の中心地となっていった。

### 米英戦争
米英戦争の時、郡内で2つの小戦闘が起こった。1つは1813年6月のソーダスであり、もう1つはその1年後のウィリアムソンでだった。1814年5月、ジェイムズ・イョオが指揮するイギリス軍がプルトニービルの小集落ウィリアムソンに上陸した。イョオの艦隊は既に東のオスウェゴ襲撃に成功してきており、西のロチェスター攻撃は失敗だった。プルトニービルでは店舗を確保しようとした。この小集落の住人と合意が形成され、侵略軍は抵抗なしに物資を確保できた。しかし論争が持ち上がり、オンタリオ湖からの大砲砲撃を含め、両者が交戦を始めた。市民数人が殺されるか負傷し、イギリス軍が立ち去るときに2人が捕虜にされた。

### 五大湖の交易
1823年にエリー運河が開通するまで、サーモン・クリーク河口にあったプルトニービルがウェイン郡唯一の港だった。1811年頃から税関が閉鎖された1890年代まで、この小集落からセントローレンス川を通じて大西洋、さらには世界に向けて船積みが行われた。19世紀の初期、プルトニービルの活動は、周辺地域（南はカナンダイグアまで）からの農産物を集め、五大湖で出荷することだった。1865年、プルトニービルとソーダス湾出身の五大湖を使う船長30人近くと多くの水夫が捕鯨船に乗り組み世界を駆けていた。1874年、レイクショア鉄道が開通して商業の中心は3マイル (5 km) 南のウィリアムソンに移動し、プルトニービルの役割は急速に無くなっていった。

### 第二次大覚醒

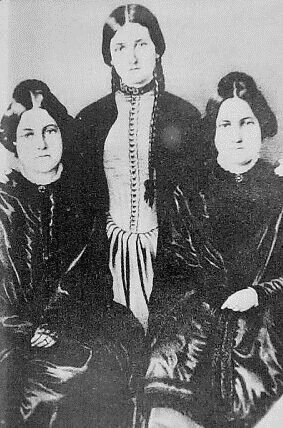
ケイト・フォックスとマーガレット・フォックス

19世紀初期の第二次大覚醒の時代に、アメリカの宗教発展にとって重要な出来事の中心になった。フォックス姉妹がハイズビルで死んだ行商人のコツコツ叩く音を聞き、そこから運動が生まれ、最盛期には100万人を動かすものになった。
1820年代には末日聖徒運動がパルミラで始まった。また同じ時期にソーダス湾ではシェイカーズの重要だが短命に終わった地域社会ができた。

### モルモン教
ウェイン郡は末日聖徒運動とモルモン教の誕生地である。創設者のジョセフ・スミス・ジュニアは、パルミラとマンチェスターの町境に跨っていた農園に家族と共に住んでおり、1820年に父なる神とイエス・キリストが訪れてきたと主張した。最初の示現と呼ばれる。1830年、パルミラでE・B・グランディンがモルモン書を初めて出版した。パルミラはモルモン書歴史的出版の地と呼ばれている。

### 心霊主義とフォックス姉妹
心霊主義は1848年3月31日をその運動の始まりとすることが多い。この日、ハイズビル出身のケイト・フォックスとマーガレット・フォックスの姉妹が殺された行商人の魂と接触したと報告した。これを超常現象にしたのは、単純にトランス状態の人物に現れるのではなく、コツコツ叩く音を聞いて魂と会話したということだった。この感覚の示現が実際的なアメリカ人にアピールし、フォックス姉妹はセンセーションを巻き起こした。霊媒（例えば交霊会や自動筆記）を示すことで利益ある事業となることがわかり、直ぐに娯楽の形態や精神浄化の形態になっていった。フォックス姉妹はこれで生計を立て、多くの者が続いた。

### 南北戦争と地下鉄道
南北戦争のとき、奴隷制度が無いカナダに近いことで、郡民は地下鉄道 (秘密結社)を活発に支援した。北軍のために第33ニューヨーク志願兵歩兵連隊、第98ニューヨーク志願兵歩兵連隊、第111ニューヨーク志願兵歩兵連隊、第9ニューヨーク重装砲兵連隊など多くの志願兵部隊のための中隊立ち上げに協力した。
第111ニューヨーク志願兵歩兵連隊はクリントン・D・マクドウガル大佐が指揮していた。この連隊はゲティスバーグの戦い、荒野の戦い、コールドハーバーの戦い、アポマトックス方面作戦に参加した。ゲティスバーグの戦いの時は2番目に損失率の高い連隊になった。この戦争を通じて損失総数は1803人、このうち158人が戦死、557人が負傷（そのうち490人はある程度回復した）、1088人が不明となった。

### エリー運河
エリー運河は郡南端を通っている。1823年9月10日にオールバニからロチェスターの間が開通すると、ライアンズ、ニューアーク、パルミラの村には閘門ができた。この日、これらの村はアメリカ東海岸のニューヨーク大都市圏とボルティモアおよび拡張するアメリカ西部フロンティアを直接水路で繋いだその一部となった。

### ホフマンのエッセー
ウェイン郡高校上級生は、オーガスタス・L・ホフマンとジェニー・D・ホフマン財団による奨学金エッセー・プログラムの奨学金を得る機会を与えられている。この制度は1954年に設立され、地方史の研究を奨励し、生徒がウェイン郡の歴史あるいは市民の関心事を研究しエッセーを書くことになっている。始まってから2007年までに600以上のエッセーが提出された。

### 原子力
1970年6月1日、オンタリオ湖岸、モンロー郡との郡境にあるオンタリオの町で、ロバート・E・ジンナ原子力発電所が商業運転を始めた。
1982年1月25日、この発電所で小さな事故がおこり、蒸気発生器の管が破裂した後で、少量の放射性蒸気が漏れた。漏れは93分間続き、非常事態が宣言された。管の破裂は休止状態にあった蒸気発生器に残された小さなパイ鍋状の物体が原因だった。管が破裂したのは最初のことではなかったが、スリーマイル島原子力発電所事故（1979年）の起こった後のことだっただけに、かなりの注目を集めた。総計で485.3キュリーの希ガスと1.15ミリキュリーのヨウ素131が大気に放出された。

## 地理
ウェイン郡はニューヨーク州西部にあり、ロチェスター市の東、シラキュース市の北西、オンタリオ湖の南岸に位置している。ソーダス湾が郡の北岸にある。州内4郡と接している。北のオンタリオ湖の対岸はカナダである。西はモンロー郡、東はカユガ郡、南はオンタリオ郡とセネカ郡に接している。
ウェイン郡アメリカ合衆国国勢調査局に拠れば、郡域全面積は1,384平方マイル (3,580 km2)であり、このうち陸地604平方マイル (1,560 km2)、水域は780平方マイル (2,000 km2)で水域率は56.35%である。
赤鉄鉱の帯であるクリントン層が郡内を横切っており、19世紀に鉄鋼産業が発展した。溶鉱炉がオンタリオとウォルコットの町にあった。

### 主要高規格道路
- ニューヨーク州道14号線
- ニューヨーク州道21号線
- ニューヨーク州道31号線
- ニューヨーク州道88号線
- ニューヨーク州道89号線
- ニューヨーク州道104号線
- ニューヨーク州道104A号線
- ニューヨーク州道370号線
- ニューヨーク州道414号線

### 隣接する郡
- カユガ郡 - 東
- セネカ郡 - 南東
- オンタリオ郡 - 南
- モンロー郡 - 西

### 国立保護地域
- モンテズマ国立野生生物保護区（部分）

### 著名な祭
郡内では幾つかの祭やパレードが開催されており、その多くはアップステート・ニューヨークの気候故に晩春から早秋に行われている。
- リンゴの花祭、ウィリアムソン、5月第3週
- ペパーミントの日、ライアンズ、7月第2週末
- ヒル・カモラ・ページェント、パルミラとマンチェスター（オンタリオ郡）、7月第3週
- バラのパレード、ニューアーク、7月第3週末
- CNY ワイン & ジャズ・フェスティバル、ウォルコット、8月第1土曜日
- パルミラ・パイレーツ・ウィークエンド、「エリー運河の海賊」を含む、パルミラ、8月第2週末
- ウェイン群祭、パルミラ、8月第2週
- ランバージャック祭、マセドンセンター、9月第2週末
- キャナルタウン・デイズ、パルミラ、9月第3週末

ウェイン郡の消防団も夏季に「消防士のカーニバル」を開催している

## 郡政府と政治
ウェイン郡は郡内15の町の監督官で構成される監督官理事会が統治している。議長は監督官の互選で選出される。2007年の郡予算は1億5,700万米ドルだった。
郡庁所在地はライアンズ村にあり、郡庁舎で2週間に1度理事会が開催される。2010年8月、パルミラのウェイン郡催事広場で理事会が開催され、ライアンズ以外で開催される初めての機会になった。
郡の警察機能は、ニューヨーク州警察のE部隊、ウェイン郡保安官事務所、さらに幾つかの町や村の警察署が分担している。
ウェイン上級郡裁判所（第7司法地区）がライアンズにあり、重罪刑事事件を扱い、民事事件を扱うこともある。ウェイン郡薬物管理裁判所は薬物濫用者が回復して共に働き、生活様式を改善する機会を提供している。自動車や交通の問題、小さな訴訟、強制執行、民事事件、小さな刑事事件は、町や村が資金を出す裁判所（集合的に治安裁判所と呼ばれる）が扱う。

### 政治
2011年11月時点で、郡内の登録有権者は56,332人だった。この中で民主党登録者は14,450人、共和党登録者は23,597人、独立党2,850人、保守党1,421人、緑の党やリバタリアン党など少数政党が続いた。
2008年アメリカ合衆国大統領選挙では、17,555人がバラク・オバマとジョー・バイデンの民主党候補を選び、19,176人がジョン・マケインとサラー・ペイリンの共和党候補を選んだ。独立党の1,204票がマケインとペイリンに、保守党の1,859票がマケインとペイリンに、働く家族党の629票がオバマとバイデンに行った。2010年州知事選挙では、民主党候補アンドリュー・クオモに12,126票、共和党候補カール・パラディーノに9,552票だった。独立党の1,153票はクオモに、保守党の2,489票はパラディーノに、働く家族党の490票がクオモに、納税者党の401票がパラディーノに行った。

## 経済
ウェイン郡産業開発機関に拠れば、郡内に150以上の製造企業があり、フォーチュン500に入る数社は市場へのアクセス、近代的交通網、製造に適した条件を選んでいる。ロチェスター大学、コーネル大学、コルゲート大学、シラキュース大学などウェイン郡から車で1時間以内にあり、それらの卒業生を含め熟練した労働者を採用できる利点がある。ロチェスター市とシラキュース市の中間にあり、フィンガーレイクス地域に属し、その年間輸出額は160億米ドルと推計されている。
フィンガーレイクス地域の農業生産高は2007年で12億米ドルであり、ニューヨーク州農業生産高の27.9%に相当している。2007年時点で農場は6,417か所、農地は150万エーカー (6,100 km2) ある。ウェイン郡は州内で果物、ナッツ類、ベリー類の生産第1位である。リンゴが主要作物であり、2007年では州内第1位、国内第3位だった。
次のようなデータがある
- 民間非農場組織: 1,776か所（2008年）
- 民間非農場組織雇用数: 19,867人（2008年）
- 民間非農場組織雇用比率の変化: -5.7%（2000年-2008年）
- 非雇用組織: 5,067か所（2008年）
- 企業数: 6,507社（2002年）
- 黒人が所有する会社比率: 1.6%（2002年）
- インディアンが所有する会社数: 100社未満（2002年）
- アジア人が所有する会社数: 100社未満（2002年）
- 太平洋系住民が所有する会社数: 100社未満（2002年）
- ヒスパニック系住民が所有する会社数:  未詳（出版基準に合わず）（2002年）
- 女性Wが所有する会社比率: 32.7%（2002年）

- 製造業出荷額: 16億5,075万9千米ドル（2002年）
- 卸売業売上高: 2億5,768万6千米ドル（2002年）
- 小売業売上高: 7億144万8千米ドル（2002年）
- 一人当たり小売業売上高: 7,478米ドル（2002年）
- 旅館飲食業売上高: 5,089万7千米ドル（2002年）
- 建設許可数: 150件（2009年）
- 連邦政府支出額: 675,565米ドル（2008年）[30]

## 人口動態
以下は2000年国勢調査による人口統計データである。
| 基礎データ - 人口: 93,765人 - 世帯数: 34,908 世帯 - 家族数: 25,063 家族 - 人口密度: 60人/km2（155人/mi2） - 住居数: 38,767 軒 - 住居密度: 25軒/km2（64軒/mi2） 人種別人口構成（2009年） - 白人: 94.20% - アフリカン・アメリカン: 3.3% - ネイティブ・アメリカン: 0.3% - アジア人: 0.6% - 太平洋諸島系: 0.01% - その他の人種: 0.87% - 混血: 1.5% - ヒスパニック・ラテン系: 3.3% 先祖による構成 - ドイツ系：18.0% - イタリア系：12.8% - イギリス系：12.6% - オランダ系: 11.6% - アイルランド系：11.4% - アメリカ人：9.9% 言語による構成 - 英語：95.7% - スペイン語：2.2% - フランス語：1.8% - その他の言語：0.2% | 年齢別人口構成 - 5歳未満: 6.0% - 18歳未満: 23.9% - 18-24歳: 6.8% - 25-44歳: 30.1% - 45-64歳: 23.5% - 65歳以上: 14.0% - 年齢の中央値: 37歳 - 性比（女性100人あたり男性の人口） - 総人口: 98.1 - 18歳以上: 95.5 世帯と家族（対世帯数） - 18歳未満の子供がいる: 36.1% - 結婚・同居している夫婦: 56.7% - 未婚・離婚・死別女性が世帯主: 10.3% - 非家族世帯: 28.2% - 単身世帯: 22.4% - 65歳以上の老人1人暮らし: 9.3% - 平均構成人数 - 世帯: 2.64人 - 家族: 3.08人 収入と家計 - 収入の中央値 - 世帯: 54,578米ドル（2008年） - 世帯: 49,849米ドル（2009年） - 性別 - 男性: 36,825米ドル - 女性: 26,470米ドル - 人口1人あたり収入: 19,258米ドル - 貧困線以下（2009年） - 対人口: 11% - 18歳未満: 14.9% - 5歳-17歳を含む家庭: 13.9% |

## 町と村
ウェイン郡は田園部にあり、都市は無い。最大の小区分（自治体）は「町」であり、次に「村」が来る。郡内に15町、9村がある。
| - アーカディア町 - バトラー町 - クライド村 - ガレン町 - ヒューロン町 - ライアンズ村 - 郡庁所在地 - ライアンズ町 - マセドン村 | - マセドン町 - マリオン町 - ニューアーク村 - オンタリオ町 - パルミラ町 - パルミラ村 - レッドクリーク村 - ローズ町 | - サバンナ町 - ソーダス村 - ソーダス町 - ソーダスポイント村 - ウォルワース町 - ウィリアムソン町 - ウォルコット町 - ウォルコット村 |

### 未編入の町
郡内には数多くの未編入の町がある。その多くはハムレット（小集落）と見なされている。
| - アロウェイ - アルトン - エンジェルズコーナーズ - ベアクリーク - ボニキャッスル - バトラーセンター - デスブローパーク - イーストベイパーク - イーストパルミラ - イーストウィリアムソン - エバンスコーナー - フェアビル - フェアビルステーション - フォートヒル - ファーネスビレッジ - ファーネスビル - ガナンダ | - グレンマーク - ハドル - ヒューロン - ハイズビル - ジョイ - レイクブラフ - レイクサイド - リンカーン - ロックバーリン - ラミスビル - マセドンセンター - マーブルタウン - マレンゴ - マリオン - マッドミルズ - ノーブルコーナー | - ノースヒューロン - ノースマセドン - ノースローズ - ノースウォルコット - オンタリオ - オンタリオセンター - オンタリオ・オン・ザ・レイク - オウルズネスト - ピルグリムポート - パルトニービル - リゾート - ライスミル - ローズ - サバンナ - シェパーズコーナー - ソーダスセンター | - サウスバトラー - サウスソーダス - サンセットビュー - ソーントンズコーナー - ユニオンヒル - ウォリントン - ウォルワース - ウェインセンター - ウェインポート - ウェストバトラー - ウェストウォルワース - ウェストベリー - ウィリアムソン - イエローミルズ - ヨーク - チューリッヒ |

## 教育
郡内の幼稚園生から12年生を教育する単一の統合教育学区はないが、多くの中央教育学区がある。各学区は地元で選出された教育委員会が管理し、雇用された監督官によって運営され、資産税の歳入と州および連邦政府の援助で資金手当されている。
- パルミラ・マセドン中央教育学区
- ウェイン中央教育学区
- ガナンダ中央教育学区
- ニューアーク中央教育学区
- マリオン中央教育学区
- ウィリアムソン中央教育学区
- ライアンズ中央教育学区
- ノースローズ・ウォルコット中央教育学区
- レッドクリーク中央教育学区
- ソーダス中央教育学区
- クライド・サバンナ中央教育学区

ニューヨーク州内の教育活動全てと同様に、ウェイン郡の教育体系はニューヨーク州理事会と同教育省、さらに地元社会に対する実行義務がある。州が設立した組織であるウェイン・フィンガーレイクス共同教育サービス理事会に参加しており、教育資源を共有し、独自の理事会と監督官を持っている。
郡内には私立の教区、宗教系学校もある。
- イーストパルミラ・クリスチャン学校
- ヘリテージ・バプテスト・クリスチャン学校、パルミラ

郡内には地域で認証された高等教育機関が無いが、ニューアークのフィンガーレイクス・コミュニティカレッジのサテライトキャンパスは、準学士レベルの教育を行っている。またニューヨーク州立大学ブロックポート校、同オスウェゴ校、ロチェスター大学、ホバート・アンド・ウィリアム・スミス・カレッジなど、隣接郡にある公立私立の優れたカレッジ、大学にも入学できる。